# Sensor de presión

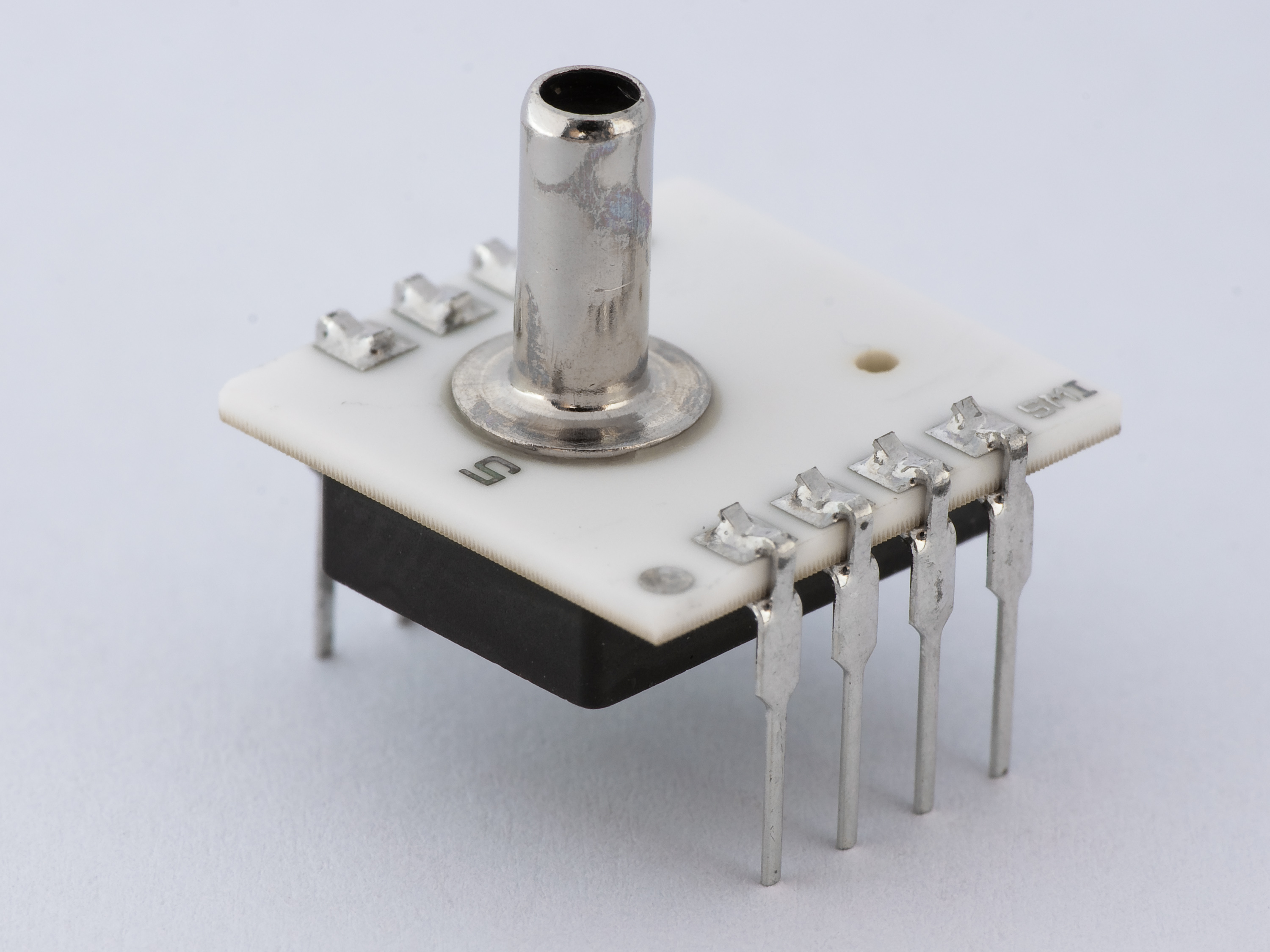
Sensor digital de presión de aire

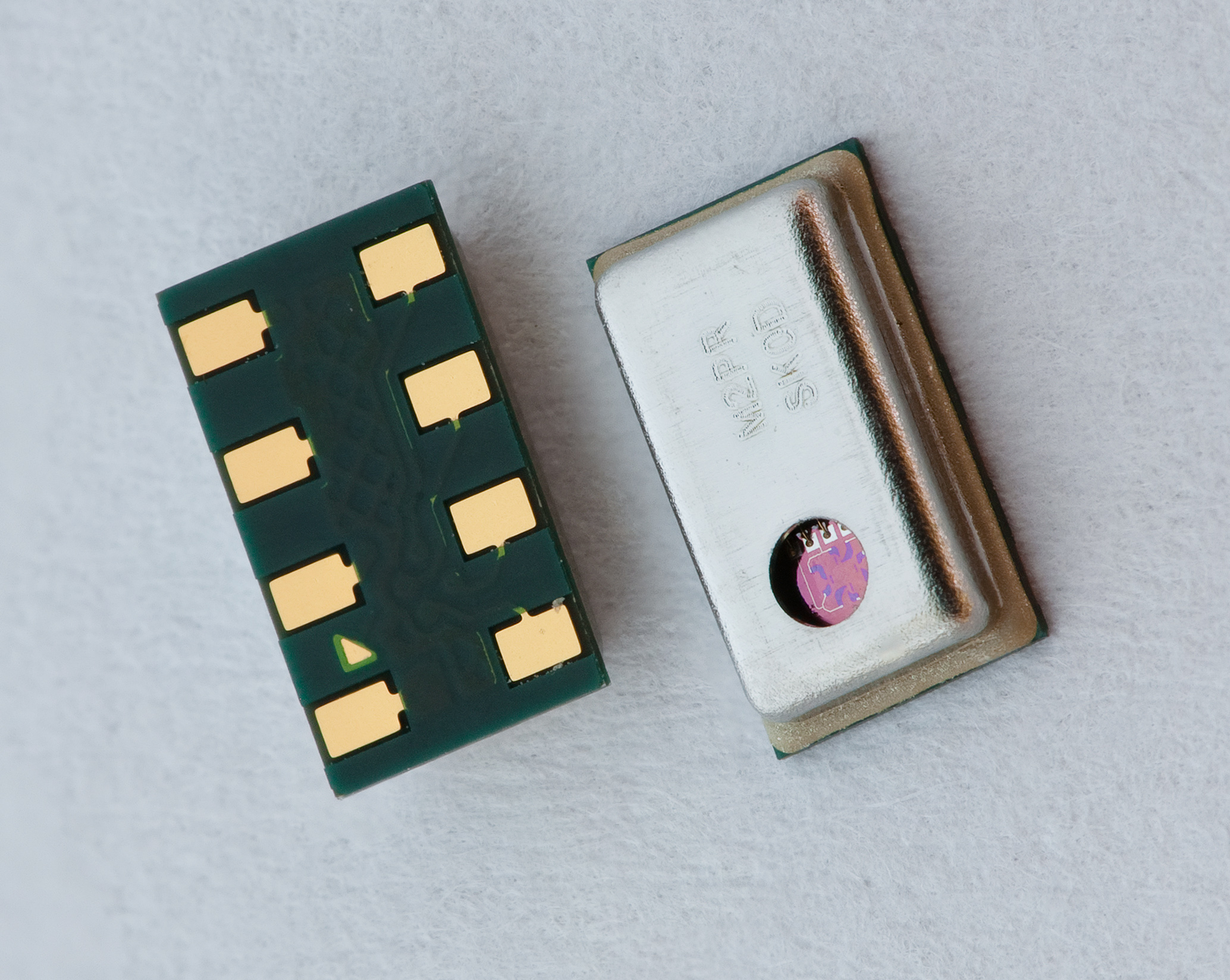
Sensor digital de presión barométrica, miniaturizado

En este contexto, la presión es una expresión de la fuerza necesaria para impedir la expansión de un fluido. Normalmente se expresa en términos de fuerza por unidad de área. En general, los sensores de presión funcionan como un transductor; es decir, generan una señal en función de la presión a la que se someten. Para los propósitos de este artículo, esa señal es eléctrica.
Los sensores de presión se utilizan en miles de aplicaciones cotidianas de control y monitorización. También se pueden utilizar para medir de forma indirecta otras variables, como flujo de fluidos/gases, velocidad, nivel de agua o altitud. Los sensores de presión también pueden denominarse transductores de presión, transmisores de presión, registradores de presión, indicadores de presión, piezómetros y manómetros, entre otros nombres.
Existen muchísimas variantes de sensores de presión en cuanto a tecnología, diseño, prestaciones, idoneidad de aplicación y coste. Según una estimación conservadora, existen más de cincuenta tecnologías y al menos trescientas empresas que fabrican sensores de presión en todo el mundo.
También existe una categoría de sensores de presión diseñados para medir de modo dinámico y detectar cambios muy rápidos de presión. Esta clase de sensores se emplean, por ejemplo, para medir la presión de combustión en el cilindro de un motor o en una turbina de gas. Este tipo de sensores se fabrican típicamente en materiales piezoeléctricos como el cuarzo.
Algunos sensores de presión actúan como presostatos y abren o cierran un contacto eléctrico cuando se alcanza una determinada presión. Por ejemplo, una bomba de agua puede controlarse mediante un presostato, de modo que la bomba se ponga en marcha en el momento en que un sistema empieza a liberar agua y se registra una reducción de la presión en un depósito.

## Tipos de mediciones de presión
Los sensores de presión se pueden clasificar según el rango de presiones que miden, según su intervalo de temperatura de trabajo y, lo que es más importante, según el tipo de presión que miden. Reciben distintos nombres dependiendo de su finalidad. Una misma tecnología puede utilizarse bajo distintos nombres.
- Sensores de presión absoluta

Miden la presión con respecto al vacío perfecto.
- Sensores de presión manométrica

Miden la presión con respecto a la presión atmosférica. La lectura de la presión de un neumático es un ejemplo de medida de presión manométrica: cuando el manómetro indica cero, lo que quiere decir es que la presión que está midiendo es igual a la presión ambiente.
- Sensores de presión de vacío o vacuómetros

Este término se presta a confusión. Puede referirse a un sensor que mide presiones por debajo de la presión atmosférica y que muestra la diferencia entre una baja presión y la presión atmosférica, pero también puede describir un sensor que mide presión absoluta con respecto al vacío.
- Sensores de presión diferencial

Miden la diferencia entre dos presiones, cada una de las cuales está conectada a un extremo del sensor. Los sensores de presión diferencial se utilizan para medir numerosas propiedades; por ejemplo, caídas de presión a través de un filtro de aceite o un filtro de aire, niveles de fluidos (comparando la presión por encima y por debajo del líquido) o caudales (midiendo la variación de presión antes y después de una restricción). Técnicamente, la mayoría de los sensores de presión son en realidad sensores de presión diferencial. Por ejemplo, un manómetro es un sensor de presión diferencial con un extremo abierto a la presión ambiente.
- Manómetros sellados

Este sensor es similar a un sensor de presión manométrica, excepto que mide la presión con respecto a una presión fija distinta de la presión atmosférica ambiente (la presión atmosférica varía según la ubicación y las condiciones meteorológicas).

## Tecnología de los sensores de presión

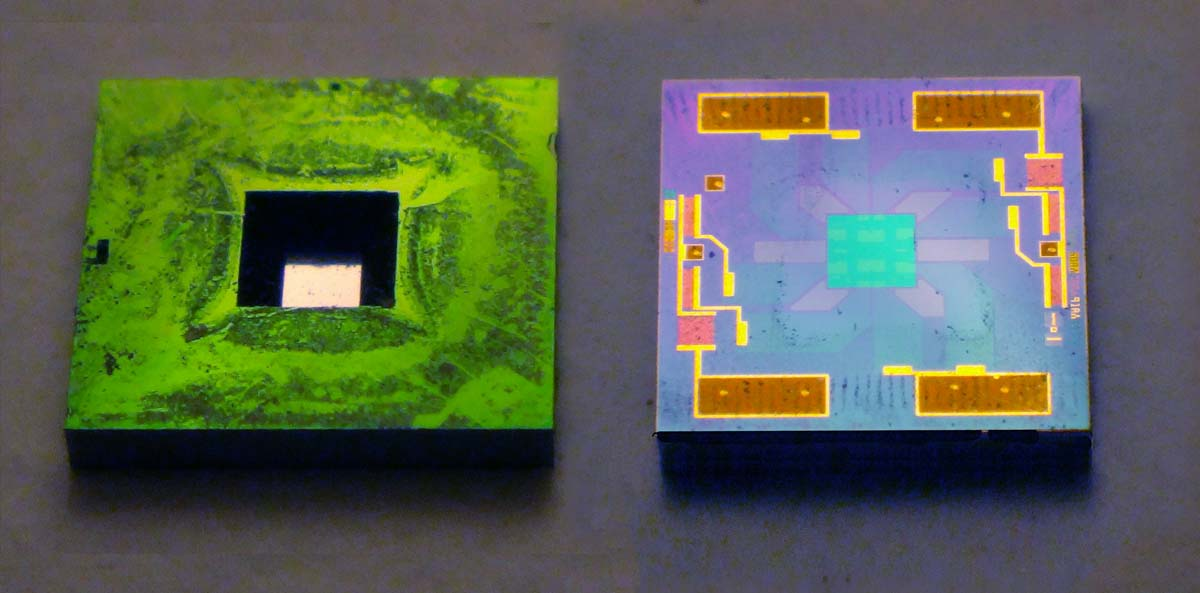
Parte delantera y trasera de un sensor de presión montado en un chip de silicio. Llama la atención la depresión grabada en la parte frontal; el área sensible es extremadamente delgada. En la parte trasera se aprecian los circuitos, además de las cuatro superficies rectangulares de contacto arriba y abajo. Tamaño: 4x4 mm.

Existen dos categorías básicas de sensores de presión analógicos:
Captadores de fuerza Este tipo de sensores de presión utiliza un dispositivo captador de fuerza (como una membrana, un pistón, un tubo de Bourdon o un fuelle) para medir la deformación (o deflexión) que se produce en una superficie como resultado de la aplicación de una fuerza (presión).

### Galgas extensométricas piezorresistivas o extensómetros piezorresistivos
Utilizan el efecto piezorresistivo de una o varias galgas extensométricas pegadas con adhesivo o formadas en la estructura para detectar la deformación que se produce como resultado de la aplicación de presión. Mide la variación en la resistencia a medida que la presión deforma el material. Las tecnologías más comunes son las de silicio (monocristalino), película delgada de silicio policristalino, lámina metálica de soporte adherida, película gruesa, silicio sobre zafiro y capa fina obtenida por pulverización catódica. En general, las galgas extensométricas se conectan para formar un circuito tipo puente de Wheatstone con el que se maximiza la salida del sensor y se reduce la sensibilidad a los errores. Esta es la tecnología de detección más comúnmente empleada para aplicaciones generales de medida de presión.

### Capacitivos
Consiste en utilizar una membrana y una cavidad de presión para crear un condensador variable, mediante el cual se detecta la deformación causada por la presión aplicada. La capacitancia se reduce a medida que la presión deforma la membrana. Las tecnologías comunes usan membranas metálicas, cerámicas y de silicio.

### Electromagnéticos
Miden el desplazamiento de una membrana utilizando distintos principios de medida: cambios en la inductancia (reluctancia), LVDT, efecto Hall o corrientes parásitas.

### Piezoeléctricos
Utilizan el efecto piezoeléctrico de determinados materiales, como el cuarzo, para medir la deformación de un elemento sensible originada por la presión. Esta tecnología se emplea comúnmente para la medición de presiones altamente dinámicas.

### Galgas extensométricas
Los sensores de presión con tecnología de galgas extensométricas tienen un elemento de detección de la presión consistente en una o varias galgas extensométricas metálicas, que se pegan con un adhesivo, o galgas de película fina, que se aplican mediante pulverización catódica. Este elemento de medición puede ser una membrana o, en el caso de los cuerpos de medición con galgas de lámina metálica, también se puede utilizar un elemento de tipo tubular. Este diseño de tipo tubular monolítico tiene la ventaja de que una alta rigidez y la capacidad de medir presiones muy elevadas (hasta 15 000 bar). La conexión eléctrica normalmente se establece a través de un puente de Wheatstone, que proporciona una buena amplificación de la señal y resultados de medición precisos y constantes.

### Ópticos
Utilizan cambios físicos en una fibra óptica para medir la deformación causada por la aplicación de presión. Un ejemplo extendido de este tipo de sensores son las fibras con rejilla de Bragg. Esta tecnología se utiliza en aplicaciones exigentes, en donde el punto de medición está muy alejado, la temperatura es extremadamente alta o resulta interesante emplear un tecnología inmune de forma inherente a las interferencias electromagnéticas. Otra técnica analógica utiliza una película elástica construida en varias capas, que produce cambios en las longitudes de onda reflejadas proporcionales a la presión aplicada (deformación).

### Potenciométricos
Utilizan el desplazamiento de un contacto móvil a lo largo de un mecanismo resistivo para detectar la deformación causada por la aplicación de presión.

### Otros tipos
Los tipos de sensores de presión electrónicos que se enumeran a continuación utilizan otras propiedades, como la densidad, para derivar la presión a la que está sometido un gas o un líquido.

#### Resonantes
Utilizan los cambios en la frecuencia de resonancia de un mecanismo sensor para medir tensiones o cambios en la densidad de un gas causados por la aplicación de presión. Esta tecnología se puede usar conjuntamente con un captador de fuerza, como los de la categoría anterior. Como alternativa, la tecnología de resonancia también se puede utilizar exponiendo el elemento resonante al medio; en este caso, la frecuencia de resonancia varía con la densidad del medio. Se han construido sensores de hilos vibratorios, cilindros vibratorios, cuarzo y sistemas microelectromecánicos (MEMS) de silicio. En general, se considera que esta tecnología proporciona lecturas muy estables a largo plazo.

#### Térmicos
Miden la presión a partir de los cambios en la conductividad térmica de un gas que se producen como resultado de variaciones en la densidad. Un ejemplo típico de este tipo de sensores es el vacuómetro Pirani.

#### De ionización
Miden las variaciones en el flujo de partículas de gas cargadas (iones) causados por cambios en la densidad. Un ejemplo común de este tipo de sensores son los transductores de cátodo caliente y de cátodo frío.

## Aplicaciones
Existen numerosas aplicaciones para los sensores de presión:

### Medición de presión
En este caso, la presión es la magnitud de interés y se expresa como fuerza por unidad de superficie. Tiene utilidad en instrumentos meteorológicos, aeronaves, automóviles o cualquier otra máquina cuya funcionalidad dependa de la presión.

### Medición de altitud
Tiene utilidad en aeronaves, cohetes, satélites, globos sonda y muchas otras aplicaciones. En todas ellas se utiliza la relación entre los cambios en la presión relativa y la altitud. Esta relación viene dada por la ecuación siguiente:
{\displaystyle h=(1-(P/P_{\mathrm {ref} })^{0.190284})\times 145366.45\mathrm {ft} }
Esta ecuación está calibrada para un altímetro hasta una altura de 11 000 m (36 090 pies). Fuera de ese rango se introduce un error, que se puede calcular de manera individual para cada sensor de presión concreto. Este cálculo de error tiene en cuenta la influencia del descenso de temperatura a medida que se asciende.
Los sensores de presión barométrica que se emplean para medir la altitud tienen una resolución mejor que 1 m, lo cual es sensiblemente mejor que la de los sistemas GPS (resolución de altitud en torno a 20 m). En los navegadores, se utilizan altímetros para distinguir entre carreteras a varios niveles (navegación de vehículos) y plantas de edificios a distintos niveles (navegación peatonal)..

### Medición de caudal
Utilización de sensores de presión conjuntamente con el efecto Venturi para medir caudales. Se mide la presión diferencial entre dos segmentos de un tubo Venturi con distinta sección. La diferencia de presión entre los dos segmentos es directamente proporcional a la velocidad de caudal a través del tubo Venturi. Esta diferencia de presión es relativamente pequeña y casi siempre requiere el uso de un sensor de baja presión.

### Medición de nivel / profundidad
Se puede utilizar un sensor de presión para calcular el nivel de un fluido. Esta técnica se utiliza habitualmente para medir la profundidad a la que se encuentra un cuerpo sumergido (como un submarinista o un submarino) o el nivel de llenado de un depósito (por ejemplo, una torre de enfriamiento). En la mayoría de situaciones prácticas, el nivel de un fluido es directamente proporcional a la presión. En el caso del agua dulce a presión atmosférica, 1 Pa = 9,81 mmca (1 psi = 27,7 pulgadas de columna de agua). La ecuación básica es:
{\displaystyle P=\rho gh}
Donde P = presión, ρ = densidad del fluido, g = gravedad, h = altura de la columna de fluido sobre el sensor de presión

### Detección de fugas
Se puede utilizar un sensor de presión para detectar la pérdida de presión causada por fugas en un sistema. El principio consiste en comparar una fuga conocida por diferencia de presión o en utilizar un sensor de presión para medir los cambios de presión a lo largo del tiempo.

## Corrección logométrica de la salida de un transductor
Los transductores piezorresistivos configurados como un puente de Wheatstone exhiben con frecuencia un comportamiento logométrico no solo con respecto a la presión medida sino también con respecto a la tensión eléctrica de suministro del transductor:
{\displaystyle V_{\mathrm {salida} }={P\times K\times Vs_{\mathrm {actual} } \over Vs_{\mathrm {ideal} }}}
donde:
{\displaystyle V_{\mathrm {salida} }} es la tensión de salida del transductor.
{\displaystyle P} es la presión medida.
{\displaystyle K} es el factor de escala nominal del transductor (para un suministro de tensión ideal), en unidades de tensión partido por presión.
{\displaystyle Vs_{\mathrm {actual} }} es la tensión de suministro real del transductor.
{\displaystyle Vs_{\mathrm {ideal} }} es la tensión de suministro ideal del transductor.
Para corregir las lecturas de los transductores que exhiben este comportamiento, es preciso medir la tensión de suministro real del transductor y la tensión de salida, y aplicar la ecuación siguiente:
{\displaystyle P={V_{\mathrm {out} }\times Vs_{\mathrm {ideal} } \over K\times Vs_{\mathrm {actual} }}}
Nota: Las señales de modo común que normalmente utilizan los transductores configurados como puentes de Wheatstone no se consideran en este análisis.